# Kartuzja San Giacomo

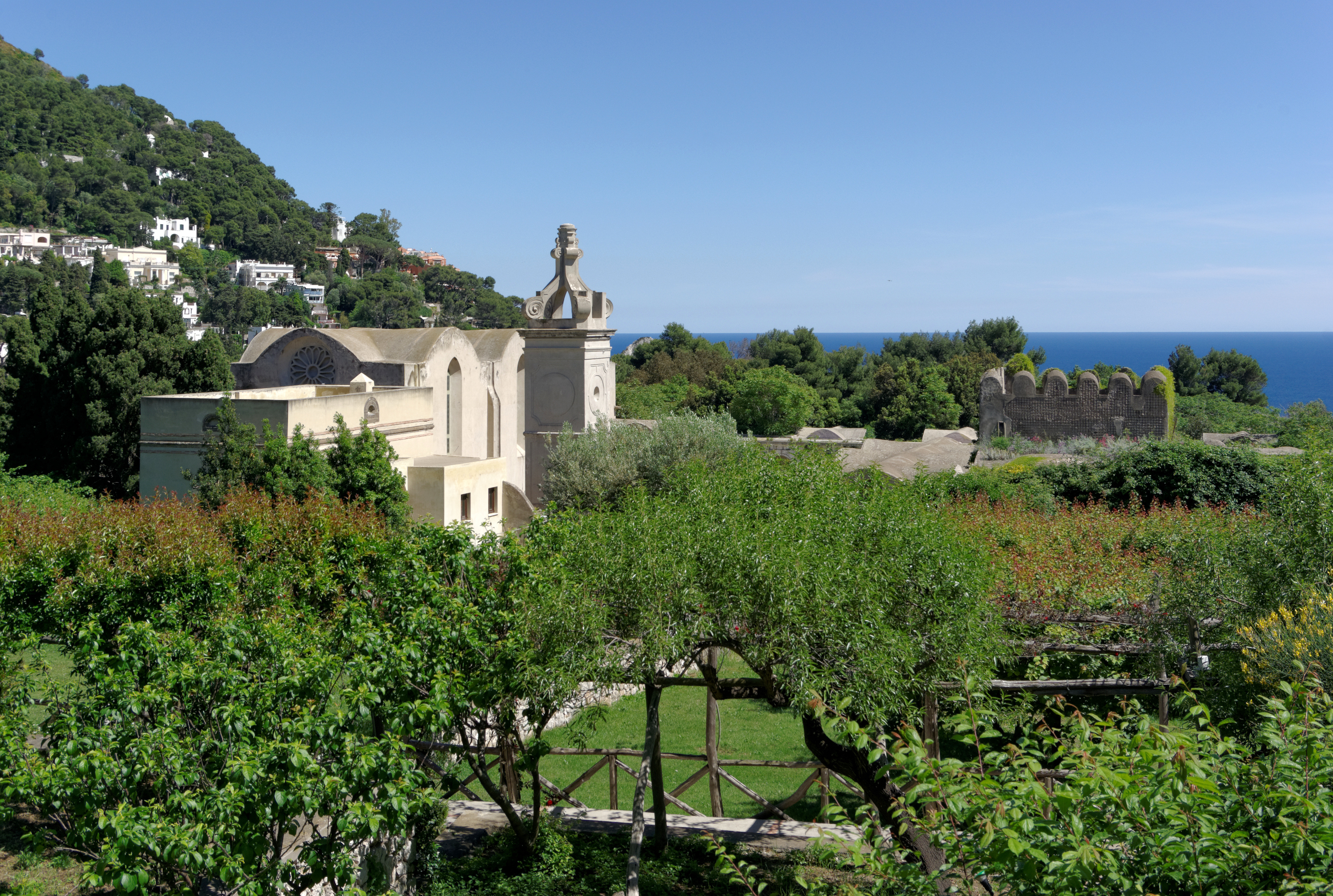
Capri – Kartuzja San Giacomo

Kartuzja San Giacomo została zbudowana na wyspie Capri w 1371 roku w pobliżu ruin willi Tyberiusza. Fundatorem klasztoru był Giacomo Arcucci, sekretarz królowej Neapolu Joanny I d'Anjou. Podczas pierwszych lat pobytu zakonników na wyspie klasztor otoczony był opieką królów Neapolu z dynastii Andegaweńskiej i Aragońskiej. Po podboju królestwa przez Hiszpanię na początku XVI wieku, wyspę a zatem i klasztor nękały grabieże piratów. Poważne zniszczenia spowodował najazd pirata osmańskiego Khair ad-din znanego jako Barbarossa w 1534 roku oraz pożar w 1553 wzniecony przez korsarzy Dragut'a i Mustafę Pascia.
Odbudowa kartuzji trwała od 1560 – 1691 roku. Jednocześnie klasztor został ufortyfikowany przez wzniesienie murów obronnych. Okres dobrobytu zapewniły klasztorowi liczne zapisy otrzymane po zarazie w 1656 roku.
W 1808 zakon został zamknięty. Dopiero w 1920 roku zainteresowali się budynkiem artyści bywający na wyspie. Kolejne zniszczenia przyniosły lata drugiej wojny. Obecnie w budynku mieści się Biblioteka Miejska, Muzeum z wystawą obrazów niemieckiego malarza Karla Wilhelma Diefenbacha i szkoła.
Kartuzja zbudowana została wokół dwóch dziedzińców, z których jeden – Dziedziniec Mały (Chiosto Piccolo) pochodzi z zabudowy czternastowiecznej a drugi, Dziedziniec Wielki (Chiosto Grande) został zbudowany podczas odbudowy z szesnastego wieku. Cele zakonników rozmieszczone zostały wokół dziedzińców. Do budowy Dziedzińca Małego użyto elementów pochodzących z jednej z willi Tyberiusza (m.in. głowic kolumn). Podczas odbudowy klasztoru przeprowadzonej w XVII wieku zostały one obudowane i upodobnione stylistycznie do zabudowy Dziedzińca Wielkiego. Ponownego ich odkrycia dokonano podczas prac restauracyjnych przeprowadzonych na początku XX wieku.
Kościół San Giacomo jest budynkiem jednonawowym przekrytym sklepieniem krzyżowym. Prezbiterium kończy absyda, w której znajduje się oświetlające wnętrze triforium. Wewnątrz, na ścianach i sklepieniu zachowały się fragmenty fresków z 1690 r.
Z tarasów widokowych ogrodu klasztornego widoczna jest zatoka Marina Piccola oraz skały Faraglioni.